# عيسى بن إبراهيم آل خليفة
عيسى بن إبراهيم بن محمد بن عيسى آل خليفة (1941 في المحرق، البحرين - 2010 في الرفاع الغربي، البحرين) عسكري وسياسي بحريني.

## السيرة الذاتية
ولد في المحرق في عام 1941.
عمل في قوة دفاع البحرين. ثم مدير عام الهيئة العامة للتأمينات الاجتماعية من أغسطس 1976 إلى أبريل 2004. وشهدت تلك الفترة تحديث النظام الإداري في الهيئة العامة للتأمينات وتنمية موارد الاستثمار المالي وإبعاد الإفلاس الاكتواري عن التأمينات الاجتماعية. عضو مجلس إدارة العائلة المالكة من ديسمبر 1993 حتى وفاته ومستشار في ديوان ولي العهد من عام 2004 حتى وفاته. 

## الأوسمة
في ديسمبر 2000 حصل على وسام عيسى بن سلمان آل خليفة من الدرجة الأولى.

## الوفاة
توفي في 6 يوليو 2010 عن عمر ناهز 69 سنة ودفن في مقبرة الرفاع. 

## الأسرة
أنجب أربعة أبناء: 
- أحمد.
- سلمان.
- حمد.
- إبراهيم.

شقيقته سبيكة الزوجة الأولى للملك حمد بن عيسى بن سلمان آل خليفة.